# John Glassco
John Stinson Glassco, né le 15 décembre 1909 à Montréal et mort dans cette ville le 29 janvier 1981, est un poète, écrivain et traducteur canadien. Il est un ancien du Bishop's College School.

## Biographie
Canadien anglophone, John Glassco entreprit des études supérieures à l'Université McGill où il rejoignit le Montreal Group (en), aux côtés de Leon Edel, A.M. Klein, Leo Kennedy, F.R. Scott, A.J.M. Smith, promoteurs d'une écriture résolument contemporaine ou expérimentale qui s'inscrivait par exemple dans la lignée d'un Ezra Pound, T.S. Eliot ou e.e. cummings.
Âgé de 17 ans, il abandonne ses études pour Paris et s'installe dans le quartier du Montparnasse où il fréquente la bohème littéraire, devenant proche de la génération perdue. En 1970, dans Memoirs of Montparnasse, il revint sur ses années passées en France.
En 1931, atteint de tuberculose, il revint au Canada pour y être hospitalisé et perdit un poumon.
En 1935, il se retira à Foster et devint maire du village entre 1952 et 1954.
Durant les années 1950-70, il traduisit de nombreux poètes francophones dont Hector de Saint-Denys Garneau, Monique Bosco, Jean-Charles Harvey, et commit également quelques écrits érotiques publiés entre autres chez Olympia Press. Il acheva Under the Hill or the story of Venus and Tannhauser, le roman d'Aubrey Beardsley.
Le prix de la traduction John-Glassco (en) a été créé en son honneur en 1982 par l'Association des traducteurs et traductrices littéraires du Canada (en).

## Œuvre traduite en français
- Les mémoires de Montparnasse, tr. par Daniel Bismuth, Paris, Viviane Hamy, 2010  (ISBN 978-2878582734)

## Prix et récompenses
- 1971: prix littéraire du Gouverneur général pour sa collection Selected Poems.